# Macellaio di Cleveland
Il Macellaio di Cleveland, anche noto come il Macellaio pazzo di Kingsbury Run e, in inglese, come Cleveland Torso Murderer, è stato un assassino seriale statunitense mai identificato. Fu attivo nella zona di Cleveland, in Ohio, alla fine degli anni trenta commettendo 12 o 13 omicidi. Il Macellaio di Cleveland è uno dei primi assassini seriali ad aver raggiunto notorietà insieme ad altri come Albert Fish, Henry Howard Holmes, Belle Gunness, Earle Nelson e Jane Toppan.

## Storia
Il numero totale delle vittime accertate e riconducibili al Macellaio di Cleveland fu 12 ma, successivamente, nuove indagini tendono a includere anche un altro caso, quello della Signora del Lago, per cui si arriva a 13 omicidi commessi tra il 1935 e il 1938; alcune indagini (comprese quelle guidate da Peter Merylo, investigatore della polizia di Cleveland) ritengono che possano essergli attribuite oltre 40 vittime, tra gli anni venti e cinquanta, nell'area compresa tra Cleveland, Pittsburgh e Youngstown (Ohio). Due vittime fortemente indiziate di appartenere alla lista sono la sconosciuta detta Signora del Lago, trovata il 5 settembre 1934, e Robert Robertson, rinvenuto il 22 luglio 1950.
Le vittime erano di norma vagabondi le cui identità non furono mai accertate a parte alcune eccezioni (la seconda, la terza e l'ottava vittima furono rispettivamente identificate come Edward Andrassy, Flo Polillo e forse Rose Wallace). Tutte le vittime, maschi e femmine, risultavano invariabilmente appartenere alle classi sociali meno elevate, prede facili nella Cleveland della Grande depressione. Molti erano noti come lavoratori a basso reddito (working poor), senza altro posto dove andare se non le baraccopoli delle paludi di Cleveland.
L'assassino decapitò sempre e, in molti casi, smembrò le vittime, talvolta tagliando anche il torso in due; la causa di morte fu in diversi casi la stessa decapitazione. Molti degli uomini uccisi furono evirati e i corpi di alcune vittime mostravano segni di trattamento chimico. Molte vittime furono trovate a notevole distanza di tempo dalla morte, a volte un anno o più, circostanza che rese quasi impossibile l'identificazione, anche perché spesso mancava la testa.
Nel periodo degli assassinii accertati, il direttore della pubblica sicurezza di Cleveland, Eliot Ness, fallì completamente nella ricerca del serial killer e, malgrado la nota vicenda che lo aveva condotto ad incastrare Al Capone, la sua carriera di investigatore ne fu compromessa al punto che venne indicato come la 14ª vittima del Macellaio pazzo. A un certo punto dell'indagine, Ness stava affrontando aspre critiche. Probabilmente frustrato per i troppi continui insuccessi nelle indagini, decise di agire drasticamente per fermare gli omicidi. Alle 12:40 del 18 agosto 1938 Ness ordinò la completa demolizione degli accampamenti dei senzatetto a Kingsbury Run. Circa 300 senzatetto vennero sfrattati e almeno 100 baracche di legno furono bruciate e rase al suolo. Ness intendeva con questa mossa negare al Macellaio il suo bersaglio preferito e il terreno di caccia favorevole. Tuttavia, i giornali criticarono aspramente Ness per la sua azione, nella convinzione che ciò non avrebbe impedito all'assassino di continuare a uccidere, anche se in seguito gli omicidi cessarono.

## Vittime

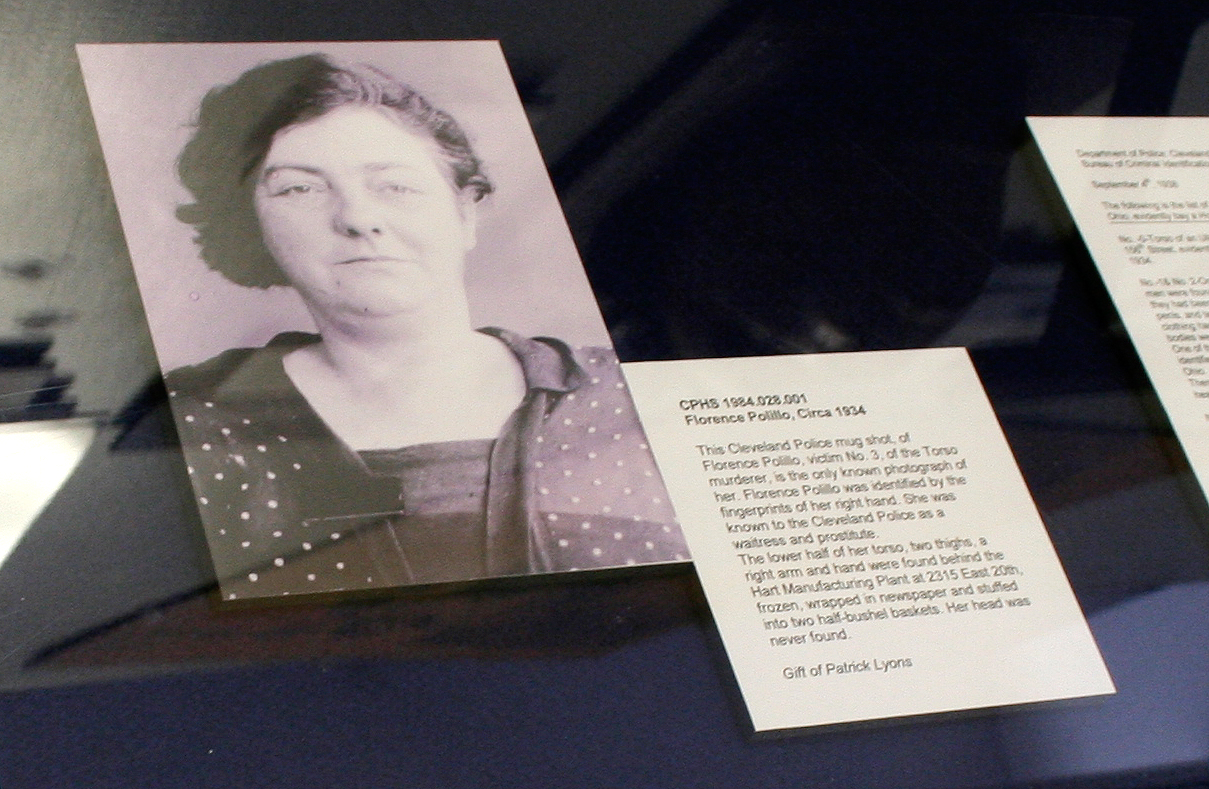
Florence Polillo

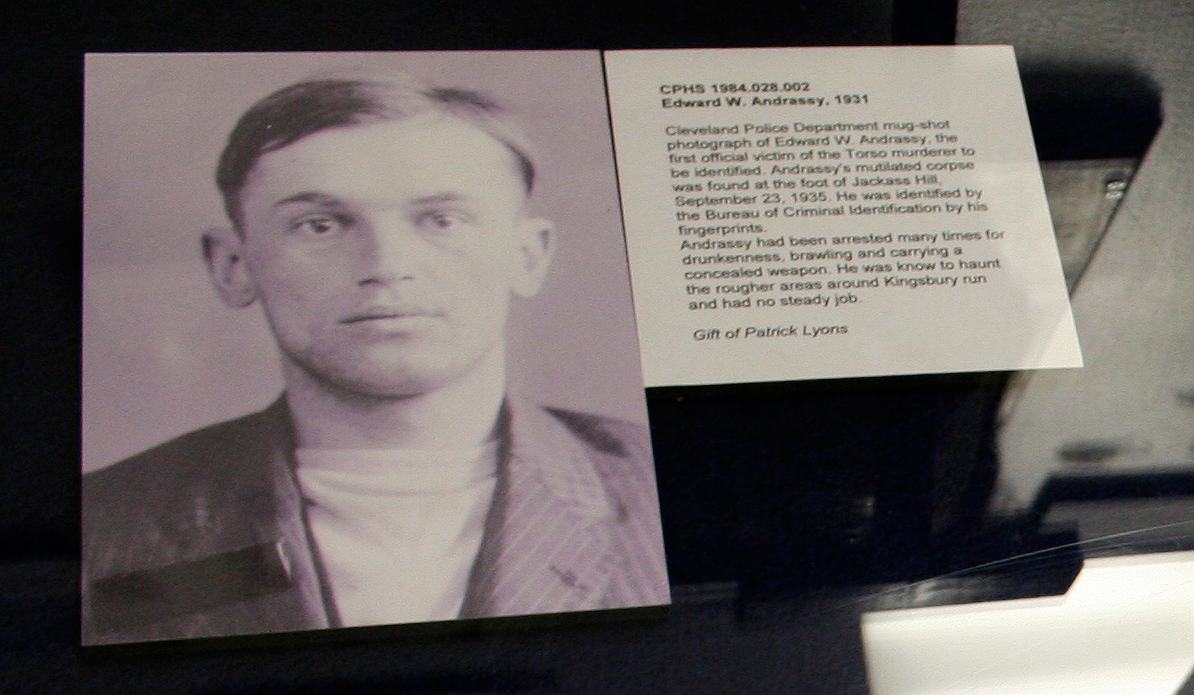
Edward W. Andrassy

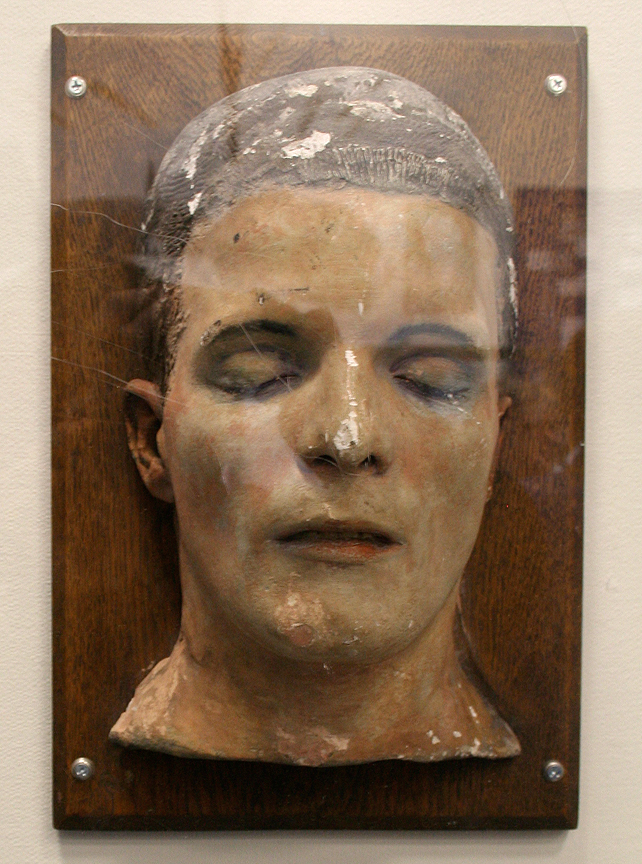
John Doe II

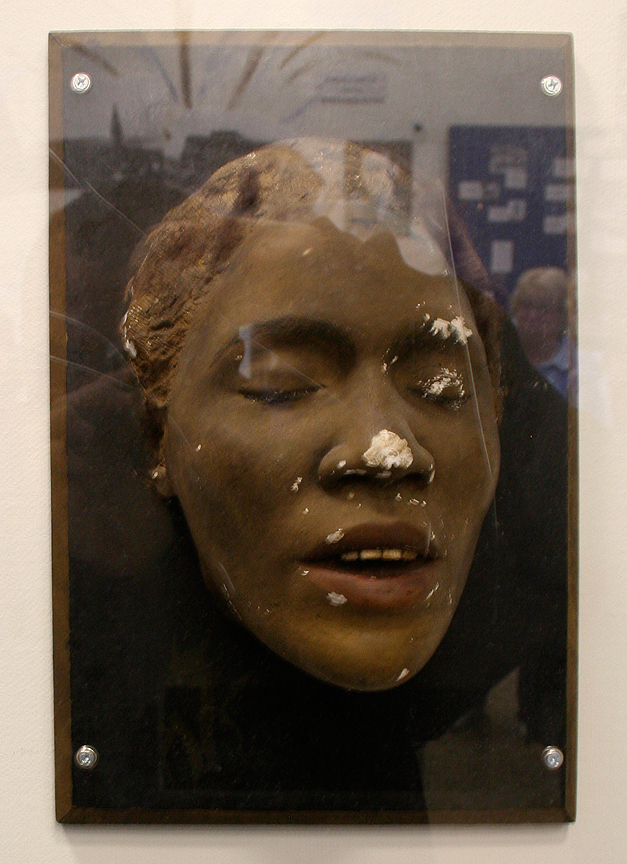
Jane Doe II

La maggior parte degli studiosi del caso ritiene che vi siano state 12 vittime certe; nuove prove includono però anche la Signora del Lago. Soltanto due vittime furono identificate, le restanti 10 si dividono convenzionalmente in 6 "John Doe" e 4 "Jane Doe", nominativi generici usati nel gergo giuridico statunitense per indicare persone la cui identità è sconosciuta.
1. John Doe I. Maschio non identificato trovato nella zona di Jackass Hill di Kingsbury Run (presso la 49ª strada est e la Praha Avenue) il 23 settembre 1935. Secondo i primi accertamenti la prima vittima era morta da un tempo compreso fra i 7 e i 10 giorni all'epoca del ritrovamento. Stime successive indicarono che l'uomo era morto in realtà da 3 o 4 settimane.
2. Edward W. Andrassy. Anch'egli fu rinvenuto nella zona di Jackass Hill di Kingsbury Run il 23 settembre 1935, a circa 30 piedi dalla prima vittima. Si valutò che Andrassy fosse morto da 2 o 3 giorni.
3. Florence Genevieve Polillo, anche nota sotto molti altri nomi. Fu trovata dietro un negozio al numero 2315 est della 20ª strada nel centro di Cleveland il 26 gennaio 1936. Si stimò che fosse morta da un tempo compreso fra i 2 e i 4 giorni.
4. John Doe II. Maschio non identificato, anche comunemente noto come l'Uomo tatuato. Fu trovato a Kingsbury Run il 5 giugno 1936. Si stimò che fosse morto da 2 giorni. La vittima presentava sei insoliti tatuaggi, uno dei quali formato dai nomi Helen e Paul, e un altro con le iniziali W. C. G.; inoltre indossava mutande con un marchio di lavanderia con le iniziali J. D.. Malgrado la ricognizione necroscopica e la maschera mortuaria esposta alla vista di migliaia di cittadini di Cleveland nell'estate 1936 presso la Mostra dei Grandi Laghi, l'Uomo tatuato non fu mai riconosciuto.
5. John Doe III. Maschio non identificato, trovato nella poco densamente popolata zona di Big Creek di Brooklyn, a ovest di Cleveland, il 22 luglio 1936. Si stimò che fosse morto da 2 mesi. Fu l'unica vittima nota della zona di ponente.
6. John Doe IV. Maschio non identificato, trovato a Kingsbury Run il 10 settembre 1936. Si stimò che fosse morto da 2 giorni.
7. Jane Doe I. Femmina non identificata, ritrovata presso Euclid Beach Park sulla riva del Lago Erie il 23 febbraio 1937. Si stimò che fosse morta da 3 o 4 giorni. Il corpo fu rinvenuto nello stesso posto della vittima "non ufficiale" del 1934, la cosiddetta Signora del Lago.
8. Jane Doe II, forse Rose Wallace. Fu trovata presso il ponte Lorain-Carnegie il 6 giugno 1937. Si stimò che fosse morta da un anno, ciò che insinua il dubbio che la vittima non sia in realtà Rose Wallace, notoriamente scomparsa da soli 10 mesi. Gli interventi odontoiatrici furono considerati fortemente indicativi sia dagli esperti della polizia sia dal figlio, che sentiva con certezza che la vittima fosse sua madre. L'identificazione definitiva tuttavia non fu possibile, poiché il dentista che aveva eseguito le operazioni era morto anni prima.
9. John Doe V. Maschio non identificato, trovato nel fiume Cuyanoga nelle paludi di Cleveland il 6 luglio 1937. Si stimò che fosse morto da 2 o 3 giorni, la vittima venne completamente sviscerata e gli fu strappato il cuore.
10. Jane Doe III. Femmina non identificata, trovata nel fiume Cuyanoga nelle paludi di Cleveland l'8 aprile 1938. Si stimò che fosse morta da un tempo compreso fra i 3 e i 5 giorni.
11. Jane Doe IV. Femmina non identificata, trovata nella discarica del lungolago nella 9ª strada est il 16 agosto 1938. Si stimò che fosse morta da un tempo compreso fra i 4 e i 6 mesi.
12. John Doe VI. Maschio non identificato, anch'egli trovato nella discarica del lungolago nella 9ª strada est il 16 agosto 1938. Si stimò che fosse morto da un tempo compreso fra i 7 e i 9 mesi.

### Altre possibili vittime
Molto discussa è la posizione di numerose vittime "non ufficiali" eventualmente riconducibili al Macellaio. La prima fu soprannominata la Signora del Lago, perché ritrovata presso Euclid Beach sulla riva dell'Erie il 5 settembre 1934, praticamente nello stesso punto della "canonica" vittima 7. Alcuni studiosi del caso considerano la Signora del Lago come la vittima 1 (o anche come la "vittima 0"). E alcuni notarono che già nelle paludi della Pennsylvania furono trovati corpi decapitati e smembrati fin dagli anni 20'.Tra il 1921 al 1934, e poi dal 1939 al 1942. Nel settembre 1940 un articolo del New Castle News si riferisce al killer come "The Murder Swamp Killer". 
Le somiglianze quasi identiche tra le vittime di New Castle e quelle di Cleveland, entrambe collegate direttamente da una linea di Baltimora e Ohio Railroad, furono sufficienti per convincere il detective Peter Merylo che gli omicidi di New Castle erano opera del "macellaio pazzo di Kingsbury run".
Merylo era convinto che il collegamento fosse la ferrovia che correva due volte al giorno tra le due città; spesso attraversava le rotaie sotto copertura in cerca dell'assassino. (È interessante notare che il periodo di inattività del misterioso assassino di New Castle, che durò dal 1935 al 1938, corrispondeva esattamente con gli omicidi del macellaio di Cleveland).
Inoltre, uno sconosciuto fu trovato decapitato in un vagone merci a New Castle in Pennsylvania il 1º luglio 1936. Tre altre vittime decapitate furono trovate in altrettanti vagoni nei pressi di McKees Rocks, sempre in Pennsylvania, il 3 maggio 1940. Tutte recavano lesioni simili a quelle solitamente inflitte dall'assassino di Cleveland.
Infine, Robert Robertson fu trovato in un negozio al numero 2138 della Davenport Avenue di Cleveland il 22 luglio 1950. Era morto da un tempo compreso fra le 6 e le 8 settimane, e sembrava essere stato decapitato di proposito.
L'assassino nel 1939 ha affermato di aver ucciso a Los Angeles, tuttavia un'indagine ha trovato ossa di animali.

## Sospetti
Due sospetti sono associati più di frequente al Macellaio di Cleveland, sebbene molti altri vengano occasionalmente ricordati.
- Il 24 agosto 1939 Frank Dolezal, arrestato come possibile autore dell'omicidio di Florence Polillo, morì in circostanze sospette nella prigione della Contea di Cuyahoga in Ohio. Si rilevò che aveva sei costole rotte, ferite che, a detta dei suoi amici, non avrebbe avuto al momento dell'arresto da parte dello sceriffo Martin L. O'Donnell, avvenuto sei settimane prima. La maggior parte degli studiosi ritiene che non vi siano prove che Dolezal fosse coinvolto negli omicidi, nonostante il fatto che a un certo punto abbia ammesso di aver ucciso Flo Polillo per legittima difesa. Prima di morire ritrattò comunque questa confessione, e ne ritrattò anche altre due, dichiarando di essere stato picchiato perché le rendesse. Prove scoperte di recente distolgono dall'ipotesi del suicidio e depongono per un coinvolgimento dello sceriffo e dei suoi sottoposti nella morte di Dolezal; un libro e un documentario sul caso, intitolati entrambi The Fourteenth Victim (La 14ª vittima), sono sul punto di uscire.[2]

- La maggior parte degli investigatori ritiene che l'ultimo dei delitti "canonici" sia avvenuto nel 1938. Un individuo fortemente sospetto fu il dottor Francis E. Sweeney, che fu ricoverato in permanenza poco dopo la scoperta, quell'anno, dell'ultimo delitto ufficiale. Significativamente, Sweeney aveva lavorato durante la prima guerra mondiale in un'unità medica che eseguiva amputazioni sul campo di battaglia. In seguito Sweeney fu interrogato personalmente da Eliot Ness, che sovrintendeva all'indagine ufficiale sui delitti in qualità di direttore della pubblica sicurezza di Cleveland. Durante l'interrogatorio Sweeney, che Ness chiamava in codice Gaylord Sundheim, avrebbe fallito un rudimentale test poligrafico condotto dall'esperto Leonard Keeler; questi comunicò a Ness che si trattava del suo uomo. Ciò nonostante, Ness dovette pensare che ci fossero poche possibilità di perseguire con successo il dottore, anche perché era cugino di primo grado di uno dei suoi avversari politici, il deputato Martin L. Sweeney; costui tormentava ironicamente in pubblico Ness per la sua incapacità di arrestare il Macellaio, e a sua volta era parente acquisito del politicamente alleato sceriffo O'Donnell. Dopo che Sweeney fu ricoverato, non rimasero altre piste né rapporti che la polizia potesse ricondurre a lui come possibile sospetto. Gli omicidi in apparenza cessarono dopo quel momento. Sweeney morì all'ospedale dei veterani di Dayton, in Ohio, nel 1965, ma continuò a deridere e molestare Ness e la sua famiglia con cartoline di minaccia fino agli anni cinquanta…